# أقنثاوات
الأقنثاوات (الاسم العلمي:Acanthoideae) هي أسرة من النباتات تتبع الفصيلة الأقنتية من رتبة الشفويات.

## قبائل الأقنثاوات
- الأقنثاوية
  - الأقنثا
- الرويلياوية
  - الرويلينة
    - الضيفد
- أقنثاوات
- Barlerieae
- أقنثاوات
- أقنثاوات